# یوشیاکی تاکاهاشی
یوشیاکی تاکاهاشی (انگلیسی: Yoshiaki Takahashi؛ زادهٔ ۲۸ سپتامبر ۱۹۶۳) بوکسور اهل ژاپن بود.